# 1894 في كندا
فيما يلي قوائم الأحداث التي وقعت خلال عام 1894 في كندا.

## سياسة

### انتهاء فترة المنصب
- 12 ديسمبر – جون تومسون عضو مجلس العموم الكندي، رئيس وزراء كندا.

## رياضة
- 1 يناير – بطولة العالم للشطرنج 1894

## مواليد

### مايو
- 7 مايو – جورج ألكسندر درو سياسي كندي.
- 18 مايو – روبرت بينسون لاعب هوكي جليد كندي.

### يونيو
- 14 يونيو – جاك آدامز لاعب هوكي جليد كندي.

### نوفمبر
- 5 نوفمبر – هارولد إينيس

## وفيات

### مايو
- 23 مايو – جورج رومانز (مواليد 1848)

### ديسمبر
- 12 ديسمبر – جون تومسون (مواليد 1845)